# Algina Lipskis
Algina Lipskis is een van oorsprong Litouwse-Britse actrice die het meest bekend is van de erotische thriller Natasha uit 2007.

## Filmografie
- The Lost Prince (2003) (televisiefilm)
- Natasha (2007)
- Telling Lies (2008)
- Level Playing Field (2009) (korte film)
- Naughty @ 40 (2011)
- Ibiza Undead (2016)
- Night Explorers: The Asylum (2023)